# Širmanski Hrib
Širmanski Hrib este o localitate din comuna Litija, Slovenia, cu o populație de 19 locuitori.